# Malizia oggi
Malizia oggi è un film del 1990 diretto da Sergio Bergonzelli.

## Trama
Michel conosce Luna, aspirante ballerina, ed è amore a prima vista. Ma il ragazzo è attratto anche dalla madre di lei, che cede più volte alle avances del giovane. Luna, una volta scoperto tutto, si dispera e scappa via. Poi, per vendetta, si concede al padre di Michel, suo coreografo. Alla fine, però, Michel riesce a riconquistarla.